# Eutelia viridacea
Eutelia viridacea is een vlinder uit de familie Euteliidae. De wetenschappelijke naam van deze soort is voor het eerst geldig gepubliceerd in 1966 door Berio.
De soort komt voor in tropisch Afrika.